# Космоконцепция розенкрейцеров
«Космоконцепция розенкрейцеров, или мистическое христианство (элементарный курс о прошлой эволюции, нынешнем строении и будущем развитии человека)» (англ. The Rosicrucian Cosmo-Conception or Mystic Christianity. An elementary treatise upon man's past evolution, present constitution and future development.) — книга американского теософа и розенкрейцера Макса Генделя (1865—1919), где раскрываются эзотерические знания мистического общества розенкрейцеров, предлагая читателю универсальную схему эволюционных процессов человека и Вселенной, в соотношении с наукой и религией начала XX века. С целью распространения учения, изложенного в книге, в том же 1909 году в Сиэтле (США) автором было учреждено поныне действующее Братство розенкрейцеров.
Книга разделена на три части. В первой части автор пишет: о «видимых и невидимых мирах»; об «истинном строении и способе эволюции человека», о периодическом «возрождении человека» и о «законе причины и следствия». Вторая часть посвящена космогенезу и антропогенезу. Здесь речь идёт об «отношении человека к Богу»; о «схеме эволюции» вообще и об «эволюции Солнечной системы и Земли» в частности. В третьей части говорится об «Иисусе Христе и Его миссии»; о «будущем развитии человека и Посвящении»; об «оккультном обучении и безопасном методе получения знания из первых рук».

## Содержание

### Изучение невидимых миров
Макс Гендель пишет:

«Если живой цыплёнок может появиться из инертного флюида яйца без помощи какой бы то ни было уплотняющей субстанции извне, настолько ли надуманно утверждение о том, что вся Вселенная — это кристаллизовавшееся пространство, или дух? Без сомнения, многим оно покажется абсурдным; но эта книга не имеет целью убедить мир, что это так и есть. Она предназначена в помощь тем, кто внутренне чувствует, что так и должно быть; она поможет им бросить свет на великую загадку мира — свет, который дозволено было узреть автору».— Из Главы XI
Автор утверждает, что для большинства людей три важнейших вопроса: «Откуда мы пришли?», «Почему мы здесь?» и «Куда мы идём?» — по сей день остаются без ответа. Принято считать, что на эти вопросы, представляющие глубочайший интерес для человечества, невозможно дать конкретный ответ. Гендель пишет:

«Нет ничего более ошибочного, чем подобная идея. Все без исключения могут стать способными к получению определённой, из первых рук, информации на эту тему непосредственно из первоисточника; могут лично исследовать состояние человеческого духа как до рождения человека, так и после его смерти. Здесь не нужны ни фаворитизм, ни особые таланты. Каждому из нас присуща способность знать всё об этих вещах, но… — да, есть одно „но“, „НО“ с большой буквы. Такая способность есть у всех, но у большинства она в скрытом состоянии. Требуется настойчивое усилие, чтобы её пробудить, и это оказывается сильным препятствием. Если бы такая способность, „пробуждённая и осознанная“, могла быть получена за деньги, даже за очень большие, многие их заплатили бы, чтобы получить огромное преимущество над своими собратьями; между тем немногие готовы вести образ жизни, требуемый для её пробуждения. Последнее приходит лишь в результате терпеливого, настойчивого усилия. Её нельзя купить; к ней нет торного пути».
— Из Введения
Гендель замечает, что тот факт, что слепой не может видеть свет и цвета, не является аргументом против того, что они реально существуют. Так же и то, что большинство людей не могут видеть «сверхфизические миры», не доказывает, что никто этого не может. Если слепой обретёт зрение, он увидит свет и цвета. Если «высшие чувства» тех, кто слеп к «сверхфизическим мирам», будут пробуждены правильными методами, они также смогут увидеть миры, ныне скрытые от них.
По учению розенкрейцеров, вселенная разделена на семь различных миров, или следующих состояний материи:
1. Мир Бога[англ.]
2. Мир Девственных Духов[англ.]
3. Мир Божественного Духа[англ.]
4. Мир Жизненного Духа
5. Мир Мышления[англ.]
6. Мир Желаний
7. Физический Мир[англ.].

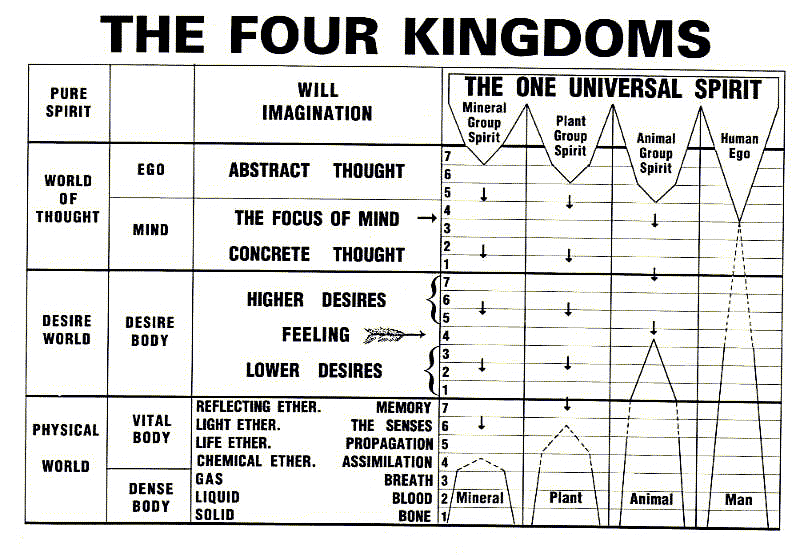
Четыре мира и четыре царства природы.

Это разделение не произвольное, а вызвано тем, что субстанция каждого мира подчиняется законам, которые практически не действуют в других мирах.

Каждый мир разделяется на семь слоёв, или подразделений материи. В физическом мире твёрдые тела, жидкости и газы составляют три наиболее плотных подразделения, тогда как остальные четыре — это эфиры различной степени плотности. В других мирах есть аналогичные подразделения, поскольку они состоят из материи разной плотности.

Гендель пишет, что, как есть люди, совершенно неспособные понять, что должны быть и есть высшие миры, так есть и те, кто, слегка соприкоснувшись с высшими сферами, усваивают привычку недооценивать наш физический мир. Такая позиция столь же неверна, как и материалистическая. «Великие мудрые Существа, выполняющие волю и замысел Бога», поместили нас в эту физическую сферу для усвоения великих важных уроков, которые нельзя усвоить при других условиях, и наш долг — использовать наше знание высших миров, чтобы как можно лучше усвоить уроки, которые материальный мир обязан нам преподать. Гендель пишет:

«Достижения современной науки весьма впечатляющи. Однако наилучший путь к раскрытию секретов природы — это не изобретение инструментов, а усовершенствование самого исследователя. Человеку свойственны такие способности, которые уничтожают расстояние и увеличивают бесконечно малое в степени, настолько превосходящей телескоп или микроскоп, насколько они превосходят невооружённый глаз. Эти-то чувства или способности и используются оккультистом для исследований. Они — его „сезам, откройся“ в поисках истины.

Для опытного ясновидящего эфир так же материален, как твёрдые тела, жидкости и газы химического слоя — для обычных существ. Он видит, как жизненные силы, дающие жизнь минеральным формам, растениям, животным и людям, вливаются в эти формы через эфир в четырёх состояниях».— Из Главы I (Эфирный слой физического мира)
Гендель считает, что относительно «материи мира желаний» можно утверждать, что она менее плотная, чем материя физического мира, но совершенно неправильно считать, что она — более тонкая физическая материя. Хотя такого мнения и придерживаются многие, изучавшие оккультные философии, оно абсолютно ошибочно. Подобное неверное впечатление возникает в основном из-за того, что трудно предоставить полное и точное описание, необходимое для глубокого понимания «высших миров». К сожалению, наш язык приспособлен для описания материальных вещей и совершенно недостаточен для описания состояний в «сверхфизических сферах», поэтому всё, что говорится об этих сферах, должно считаться приблизительным, сравнительным, а не точным описанием. Гендель пишет:

«Мир Мысли также состоит из семи слоёв, различных по своим качествам и степени плотности, и, как и физический мир, разделён на два основных подразделения: Слой Конкретной Мысли, охватывающий четыре самых плотных слоя, и Слой Абстрактной Мысли, охватывающий три слоя тонкой субстанции. Мир Мысли является центральным из пяти миров, которые дают человеку материал для проводников. В нём соединяются дух и тело. Он также является высшим из трёх миров, в которых в настоящее время эволюционирует человек, поскольку два высших мира пока практически незнакомы человеку».— Из Главы I (Мир Мысли)

### Законы, управляющие эволюцией человека
Гендель утверждает, что закон Возрождения вместе с сопровождающим его законом Следствий — это единственная теория, «удовлетворяющая чувство справедливости и гармонирующая с фактами жизни, как мы их видим». Он пишет:

«Более того, эти законы указывают нам путь к освобождению от нынешнего нежелательного состояния и окружения, а также средство достижения любого развития, какими бы несовершенными мы ни были.

То, что мы есть, что мы имеем, все наши хорошие качества являются результатом наших собственных действий в прошлом. То, чего нам не хватает для физического, морального или умственного совершенства, может быть приобретено нами в будущем.

Как утром мы начинаем свою деятельность с того, с чего прервали её накануне вечером, так и наша работа в предыдущих жизнях создала условия, в которых мы теперь живём, и трудимся, создавая условия для своих будущих жизней. Вместо того чтобы оплакивать отсутствие того или иного качества, которое мы хотим иметь, мы должны работать, чтобы его приобрести».— Из Главы IV
Он пишет, что Закон Следствий работает в гармонии со звёздами, так что человек рождается в такое время, когда положение тел в Солнечной системе обеспечивает условия, необходимые для накопления опыта и «продвижения в школе жизни». Поэтому астрология является истинной наукой, хотя даже самый хороший астролог может дать неверную интерпретацию, потому что он, как и все люди, может ошибаться. Звёзды точно показывают время в жизни человека, когда должны быть оплачены долги, назначенные «Владыками Судьбы» к оплате, и уклониться от них — вне власти человека. Они показывают его с точностью до одного дня, «хотя мы не всегда в состоянии прочесть его правильно».

### Отношение человека к Богу
Гендель пишет, что определить это отношение является задачей «чрезвычайно трудной и ещё более затрудняемой неясными представлениями о Боге», бытующими в умах большинства читателей литературы об этом предмете. Верно, что названия сами по себе не столь существенны, но весьма важно знать, что имеется в виду под тем или иным названием. 

В противном случае неизбежны недоумения, и если «писатели и наставники не придут к соглашению относительно терминологии», имеющая место неразбериха будет ещё больше усугубляться. Когда используется слово «Бог», не всегда ясно, имеется ли в виду «Абсолют, Единое Существование, или же Верховное Бытие, являющееся Великим Архитектором Вселенной; или же Бог, как Архитектор нашей Солнечной системы».

Гендель утверждает, что деление Божества на «Отца», «Сына» и «Святого Духа» также сбивает с толку. Хотя Существа, обозначенные этими названиями, стоят неизмеримо выше человека и «достойны всяческого преклонения и почитания», какое он способен проявлять согласно своим наивысшим представлениям о божественности, тем не менее, фактически Они разнятся между собой. Он пишет:

«Пытаясь установить происхождение Архитектора нашей Солнечной системы, мы сталкиваемся с необходимостью перейти на высший из семи космических планов. Так мы попадаем в Сферу Верховного Бытия, которая выделилась из Абсолюта. 

Абсолют выше нашего постижения. Никакое выражение или сравнение, которое мы в состоянии вообразить, неспособно выразить адекватную идею. Проявление подразумевает ограничение. Поэтому мы можем, в лучшем случае, охарактеризовать Абсолют как Безграничное Бытие, как Корень Существования. Из Корня Существования — Абсолюта — исходит, на заре проявления, Верховное Бытие».— Из Главы V

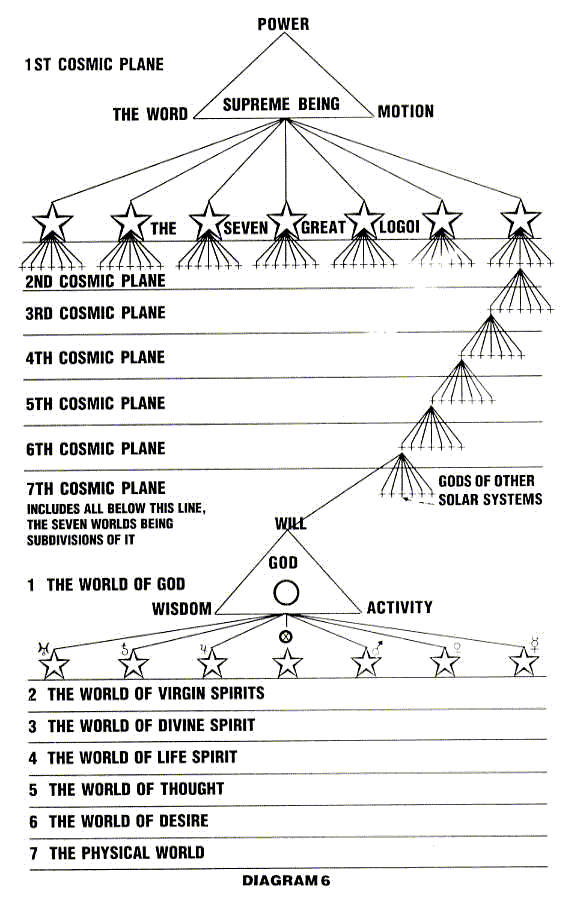
Космические планы.

Автор книги утверждает, что из этого «троичного Верховного Бытия исходят семь Великих Логосов». Они содержат в Себе все великие иерархии, всё более и более разнящиеся между собой по мере нисхождения на разные космические планы. На втором космическом плане имеется 49 иерархий; на третьем — 343. Каждая из них делится на семь отделений и подразделений, так что на «низшем космическом плане, где проявляются солнечные системы, число отделений и подразделений почти бесконечно». 

В высшем мире седьмого космического плана обитают «Бог нашей Солнечной системы и Боги всех других солнечных систем Вселенной». Эти великие Существа также троичны в своём проявлении, подобно Верховному Бытию. Их три аспекта — Воля, Мудрость и Деятельность. 

Каждый из семи Планетарных Духов, которые «происходят от Бога» и ответственны за эволюцию жизни на одной из семи планет, также троичен и дифференцирует внутри себя творческие иерархии, которые проходят через семеричную эволюцию. Эволюция, осуществляемая одним Планетарным Духом, отличается от методов эволюции, практикуемых остальными.

### Схема космической эволюции
Гендель утверждает, что солнечные системы рождаются, умирают и вновь рождаются в течение циклов деятельности и отдыха, как и человек. В каждом отделе природы постоянно происходят вспышки и затухания деятельности, соответствующие чередованию прилива и отлива, дня и ночи, лета и зимы, жизни и смерти. Он пишет:

«В начале Дня Проявления — как нам говорят — некое Великое Существо (называемое в Западном Мире Богом, а в других уголках Земли по-другому) ограничивает Себя некоторой частью пространства, которую Оно избрало для создания Солнечной системы ради развития дополнительного самосознания.
Оно включает в Себя сонмы славных Иерархий безмерного — для нас — духовного могущества и великолепия. Они являются результатом прошлых проявлений того же самого Существа, а также других Познающих Существ понижающихся степеней развития, вплоть до таких, которые ещё не достигли высокой стадии сознания, свойственной нашему нынешнему человечеству, отчего последнее не сможет завершить своей эволюции в этой Системе. В Боге — великом коллективном Существе — содержатся меньшие существа любой степени познания и стадии сознания, от всеведения до бессознательности более глубокой, чем состояние глубочайшего транса».— Из Главы VI
Автор пишет, что, в течение «Периода Проявления, в котором участвуем мы», эти существа разных степеней работают с целью приобретения большего опыта, чем они имели в начале данного периода существования. Те, кто в прошлых проявлениях достиг «высочайшей степени развития», работает над теми, кто не развил ещё своего сознания. Первые стимулируют во вторых такую степень самосознания, с которой те смогут начать самостоятельную работу. Те, кто начал свою эволюцию в один из предыдущих Дней Проявления, но не особенно продвинулся к его концу, теперь «возобновляют свою работу, как мы начинаем утром свою ежедневную работу с того места, на котором прервали её накануне».

Однако не все эти существа возобновляют свою эволюцию на начальных стадиях нового проявления. Некоторые должны ждать, пока те, кто им предшествует, создадут условия, необходимые для их дальнейшего развития. Ничто в природе не происходит моментально. Всё разворачивается чрезвычайно медленно, но при этом «развитие гарантированно приводит к конечному совершенству». Точно так же, как есть последовательные стадии в человеческой жизни — детство, юность, зрелость и старость — и в макрокосме есть различные стадии, соответствующие различным периодам микрокосмической жизни.
По терминологии розенкрейцеров, имеется семь периодов эволюции, являющихся семью последовательными Возрождениями нашей планеты:
1. Период Сатурна.
2. Период Солнца.
3. Период Луны.
4. Период Земли.
5. Период Юпитера.
6. Период Венеры.
7. Период Вулкана.

Гендель предупреждает о том, что не следует думать, что вышеупомянутые периоды имеют какое-то отношение к планетам, которые обращаются вокруг Солнца вместе с Землёй. Фактически нет абсолютно никакой связи между этими планетами и периодами. Периоды — это просто прошлые, нынешние или будущие возрождения нашей Земли, «условия», через которые она прошла, проходит сейчас или будет проходить в будущем.

Гендель пишет, что первые три периода (Сатурна, Солнца и Луны) уже пройдены. Автор утверждает:

«Сейчас мы находимся в четвёртом, или периоде Земли. Когда период Земли нашей планеты будет завершён, мы и она пройдём поочерёдно через условия Юпитера, Венеры и Вулкана, прежде чем великий семеричный День Проявления подойдёт к концу и всё ныне сущее снова погрузится в Абсолют для периода отдыха и усвоения плодов нашей эволюции, чтобы снова возникнуть для дальнейшего, более высокого развития на рассвете другого Великого Дня».— Из Главы VI

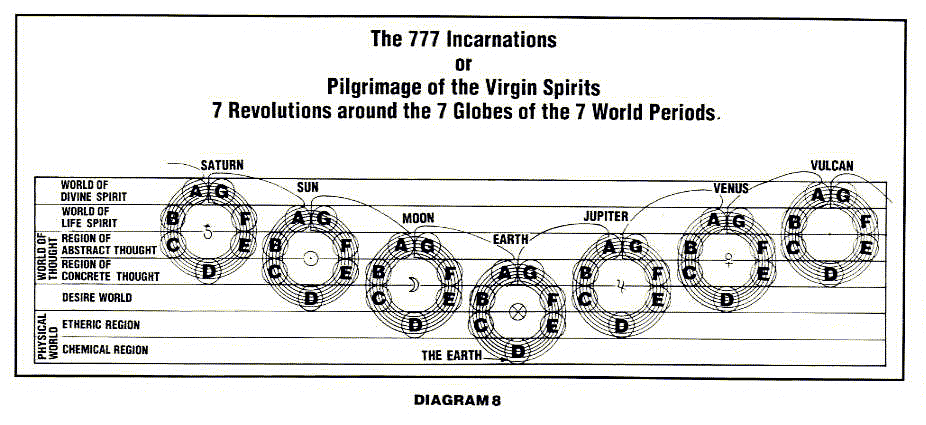
Семь оборотов через семь планет семи мировых периодов.

Гендель пишет, что в течение каждого периода эволюционный импульс оборачивается семь раз вокруг семи глобусов (А, В, С, D, Е, F, G), являющихся различными состояниями нашей планеты на различных космических планах.
Гендель пишет, что когда «жизне-волна» (эволюционный импульс) завершит свою работу в период Земли и закончится следующая за ним Космическая Ночь, «жизне-волна» совершит семь своих Оборотов на глобусах периода Юпитера. Затем наступит обычная Космическая Ночь со своей субъективной деятельностью; далее последуют семь Оборотов периода Венеры; потом отдых, за которым наступит последний период нынешней схемы эволюции — период Вулкана. «Жизне-волна» в нём совершит семь Оборотов, и в конце последнего Оборота все глобусы подвергнутся распаду и «жизне-волна» «реабсорбируется Богом» на период времени, равный продолжительности всех семи периодов деятельности. После чего «Бог погрузится в Абсолют на Вселенскую Ночь ассимиляции и подготовки к следующему Великому Дню».

### Эволюция человека
Гендель считает, что некоторые «очень ценные» работы по оккультизму, представляющие широкой публике «учения Восточной Мудрости», тем не менее, содержат некоторые ошибки, являющиеся следствием «неверного понимания этих учений теми, кому посчастливилось их получить». Всем книгам, не написанным непосредственно «Старшими Братьями», свойственны подобные ошибки. Учитывая чрезвычайную запутанность и сложность предмета, «приходится удивляться» не тому, что ошибки случаются, а тому, что они не случаются чаще. Гендель предупреждает:

«Поэтому автор не намеревается критиковать, сознавая, что многочисленные серьёзные ошибки могут содержаться и в данной работе вследствие неверного восприятия учения им самим. Он просто излагает в нескольких следующих абзацах то, что он получил, — из этого видно, как можно примирить между собой различные (кажущиеся взаимопротиворечащими) учения, содержащиеся в таких ценных работах, как „Тайная Доктрина“ Е. П. Блаватской и „Эзотерический буддизм“ А.П. Синнетта».— Из Главы XII
Гендель утверждает, что ту часть человеческой эволюции, которая должна быть завершена в течение нынешнего пребывания «жизне-волны» на нашей Земле, можно разделить на «семь великих стадий, или эпох; но неверно называть их расами». То, что можно было бы назвать этим словом, появилось не ранее конца Лемурийской эпохи. С тех пор различные расы сменяют одна другую в течение «Атлантической и Арийской эпох и части Шестой великой эпохи». Он пишет:

«Общее число рас — прошлых, нынешних и будущих — в нашей схеме эволюции составляет шестнадцать; одна была в конце Лемурийской эпохи, семь — в течение Атлантической эпохи и ещё семь в нынешнюю Арийскую эпоху, одна будет в начале Шестой эпохи. Потом не будет существовать ничего, что можно было бы назвать расой».
— Из Главы XII

## Критика
Эзотерические учения, изложенные в книгах членов Теософского общества и других оккультистов, неоднократно критиковались представителями науки:

Учения современного оккультизма и космизма не способны удовлетворить духовную жажду. Все высшие ценности в этих учениях сводятся к природным аспектам бытия и заводят в тупик самого примитивного натурализма. Духовные искания современной интеллектуальной элиты приводят к созданию некоей эрзац-религии, исповедующей натурализм и редуцирующей высшие сферы человеческого мира к биологицизму или к энергетическому физикализму. Возникающие при этом натурфилософские концепции архаичны по сравнению с принятой точкой зрения, ориентированной на науку и научную картину мира.
В критике эзотеризма деятелям науки не уступают представители теологии. Например, священник Д. Дружинин пишет о «гносеологической несостоятельности» эзотерических концепций космогенеза и антропогенеза, а также их «антибиблейском и антихристианском» характере, о «несостоятельности» концепций кармы и реинкарнации. Название статьи В. Ю. Питанова «Эзотеризм как путь к расизму» говорит само за себя.

## Комментарии
1. ↑  «В конце концов, можно согласиться, что в своём опыте „мистик“ познаёт лишь самого себя, но не были ли правы древние, говорившие: „Познай себя, и ты познаешь мир“?»[1]
2. ↑  «The Rosicrucian Cosmo-Conception was published at the end of November, 1909».[2]
3. ↑  «202 editions published between 1909 and 2009 in 7 languages and held by 1,010 WorldCat member libraries worldwide». // WorldCat
4. ↑  «Учение Генделя основано на оккультном мировоззрении теософов».[3]
5. ↑  Это основной труд Макса Генделя, в котором он «излагает свою версию теософской доктрины».[4]
6. ↑  «Heindel's background included the Adyar theosophy, an intensive five-month study of what Steiner taught and the Teachings which he received directly from the Elder Brother and placed into a manuscript of about 350 pages».[5]
7. ↑  Радхакришнан писал: «Когда мысль продумывает себя до конца, она становится религией, благодаря тому, что живёт и подвергается проверке посредством высшего испытания жизнью. Философская отрасль знания в то же самое время представляет собой осуществление религиозного признания».[6]
8. ↑  «It was at his last lecture that Heindel announced a special meeting for Sunday, August 8, 1909. Enthusiasts asked so many questions that Max Heindel asked the assembly if they would join together to promulgate the Teaching. They were nearly unanimous in favor. He drew his watch from his pocket and noted the time, 15:00 (3:00 p.m.), announcing that they were at that moment launching the Rosicrucian Fellowship, or words to that effect».[7]
9. ↑  Братство розенкрейцеров рассматривалось Генделем и его последователями «в качестве преемника таинственного Ордена розенкрейцеров, якобы существовавшего в Европе в средние века».[4]
10. ↑  «И антропософия, и учение Генделя являются разновидностью теософии…  В отличие от Блаватской, которая испытывала явную неприязнь к христианству… и Штейнер, и Гендель придавали большое значение миссии Христа».[8]
11. ↑  А. Н. Сенкевич писал: «С точки зрения Блаватской, основа мистического христианства — религиозная философия индийских брахманов. Она полагала, что эта философия проникла в Египет из Индии через миссионеров царя Ашоки».[9]
12. ↑  В. А. Трефилов писал, что в пантеистической картине мира «каждая частица материи духовно-материальна. Дух и материя составляют неразрывную пару, и одна сторона не может существовать без другой».[10]
13. ↑  «Ничто так не поучительно, как негодующее недоверие некоторых учёных материалистов, с которым они относятся к явлениям, доказывающим существование невидимого духовного мира. В наше время, когда кто-либо стремится доказать наличие души, он так же задевает атеистическое правоверие, как когда-то церковное правоверие задевалось отрицанием Бога. Правда, жизнью своею при этом уже не рискуют, но зато рискуют репутацией».[11]
14. ↑  «Оккультист, стремящийся к достижению высших сил, должен, прежде всего, очистить себя от эгоистических мыслей, от желания приобрести силы для удовлетворения своих личных интересов. Всякая оккультная работа, начатая и совершаемая с эгоистическими целями, приводит только к страданиям и разочарованиям».[13]
15. ↑  «Высокоразвитый человек может во время сна, медитации или транса покинуть своё тело и действовать в высших мирах. Здесь нет пространственных и временных преград. Общение между человеческими и нечеловеческими существами происходит совершенно свободно».[14]
16. ↑  См. главу «The Development of Occult Powers».[15]
17. ↑  См. Приложение 2: Планы.[17]
18. ↑  «Гендель разделяет физический мир, который можно также назвать миром форм, на два слоя: химический и эфирный».[18]
19. ↑  «Физическое и эфирное тела столь тесно взаимосвязаны, что эфирные двойники не образуют особого мира, а как бы примыкают к физическим телам».[19]
20. ↑  Относясь с уважением к науке, Гендель тем не менее демонстрирует «негативное отношение к материализму, считая его повинным во многих бедах человечества».[20]
21. ↑  В. А. Трефилов писал: «Не отрицая позитивной роли науки, теоретики теософии подчёркивают её ограниченность. Главная разница между теософической наукой и обычной современной наукой видится в том, что последняя имеет дело лишь с обрывками целого — с физическими явлениями этого и других миров, с тем, что может быть проведено через физический мозг человека и его чувства».[21]
22. ↑  «Оккультная наука знает о существовании ещё более высоких родов разреженной материи. Человек никоим образом не ограничен одним только физическим миром. Необходимо развивать "новые чувства", для того чтобы наблюдать явления более тонкой материи».[21]
23. ↑  См. главу «Occult Work Expanded».[22]
24. ↑  «Ментальная сфера — это сфера сознания, разума, не стеснённого физической материей, это истинная родина человека. Она состоит из "материи мысли"».[14]
25. ↑  «Человеческая душа, индивидуальность, бессмертна, по существу. Её развитие происходит по линиям попеременно нисходящим и восходящим, благодаря то телесным, то духовным существованиям. Перевоплощение есть закон её эволюции».[11]
26. ↑  «Человек может освободиться от колеса рождений и смертей, чтобы перейти к сверхчеловеческой эволюции».[19]
27. ↑  «Штейнер и Гендель старались опираться на логику и рациональное мышление…  Однако и тот и другой остались верны одному из краеугольных положений теософии, заимствованному из индуизма и буддизма, — теории перевоплощения».[20]
28. ↑  Радхакришнан писал: «Брахман вечен в смысле абсолютной вневременности и неподверженности разложению или распаду. Он вечен, потому что его полнота и совершенство не соотносятся со временем. Для него не имеет значения последовательность, которая связывает вещи и события в порядок времени. Он есть вечное постоянство, для которого все отношения времени не имеют никакого значения. Его можно описать только отрицательно, как нечто другое своего собственного инобытия. Брахман есть сат (реальное), имея в виду, что он не является асат (нереальное). Он есть чит (сознание), имея в виду, что он не есть ачит (несознание)».[24]
29. ↑  «Сущность Бытия лежит вне границ всякого познания и даже человеческого воображения. Как Непознаваемая, она не подлежит никакому определению и не может иметь никакого наименования, поэтому индийские мудрецы назвали эту Основную Реальность санскритским словом „TAT“, от которого происходит английское слово „THAT“».[25]
30. ↑  «„Сотворение“ есть основное положение христианского теолога; между тем, индийский философ не допускает ничего подобного. Он полагает, что „сотворить“ значит сделать нечто из ничего; а эта идея для него совершенно ошибочна и является, безусловно, немыслимой и безумной, с его точки зрения. Для индийского ума из ничего не может выйти ничего».[26]
31. ↑  «Вселенная разворачивается сама, из своей собственной Сущности, не будучи сотворённой».[27]
32. ↑  См. Приложение 3.[28]
33. ↑  «The eternity of the universe in toto as a boundless plane, periodically the playground of numberless universes incessantly manifesting and disappearing — the law of periodicity».[29]
34. ↑  В. А. Трефилов писал: «Перевоплощения планетарной цепи, или её манвантары, также делятся на семь ступеней».[10]
35. ↑  «Когда человек начал связывать свою судьбу с планетой, именуемой Землёю, им был уже раньше пройден ряд ступеней развития, которые подготовили его известным образом к земному существованию. Таких ступеней надо различать три, и они называются тремя планетными ступенями развития. Имена, употребляемые в тайноведении для этих ступеней, — это периоды Сатурна, Солнца, Луны».[30] (Тиллетт писал, что Ледбитер и другие теософы утверждали об их доступе к информации из Хроник Акаши[31], так же как и Рудольф Штейнер, поначалу теософ, вышедший из Т. О., чтобы учредить  Антропософское Общество, и впоследствии написавший на основании своих исследований Хроник множество книг. — См.[32]).
36. ↑  У Штейнера три последующие главные ступени, через которые позднее пройдёт Земля также  названы именами Юпитера, Венеры и Вулкана. См.[30]
37. ↑  В. А. Трефилов писал: «Семеричная система, изначально задаваемая семью логосами второго порядка, пронизывает весь человеческий космос от атомов, которые тоже имеют семь субпланов, — до планетарных царств и человека».[10]
38. ↑  «All worlds pass through seven great periods of manifestations called Rounds… In each of these rounds, periods of incalculable duration, there are seven great root-races».[29]
39. ↑  Г. Вестенберг писал, что определённую часть доктрины розенкрейцеров Гендель «получил непосредственно от Старшего Брата».[5]
40. ↑  Г. Тиллетт писал: «Концепция Учителей, или махатм, представленная Блаватской, является сплавом западных и восточных идей; по её словам, местонахождение большинства из них связано с Индией или Тибетом. И она, и полковник Олкотт утверждали, что видели махатм и общались с ними. В западном же оккультизме идея „сверхчеловека“ была связана, в частности, с братствами, основанными Мартинесом де Паскуалли и Луи-Клодом де Сен-Мартеном».[33] См. также: Разоблачённая Изида#Невидимые соавторы (информация из «Британники»).
41. ↑  Рене Генон писал, что большая часть учения Генделя с некоторыми незначительными изменениями взята из «Тайной доктрины».[34]
«Новая философская энциклопедия» в статье о Блаватской сообщает, что «в „Тайной доктрине“ изложены космогонические и антропогонические идеи: вечность и „периодичность“ бытия, иерархичность его „планов“, смена человеческих „рас“».[35]
42. ↑  «Для Генделя… характерны пророческие предсказания: он предрекает наступление такого времени, когда человечество будет жить согласно заповеди Единой религии и все люди станут братьями».[37]
43. ↑  Теософская концепция эволюции предполагает развитие человечества до практически безграничного духовного раскрытия по примеру таких фигур,  как Будда, Христос и других, подобных им, идеалов человеческого устремления. См.[38]
44. ↑  Вестенберг писал, что в течение нескольких лет Гендель был активным членом Теософского Общества. См. [39]
45. ↑  См.[40]
Доктор философских наук М. И. Шахнович выразил своё отношение к теософским и антропософским, как он написал, «измышлениям» более определённо, назвав их смесью «больной фантазии с шарлатанством», а основательницу теософии Е. П. Блаватскую — «авантюристкой».[41]
С другой стороны, доктор философских наук Е. А. Торчинов писал (по поводу упразднения в современной физике многих классических представлений): «Если избавиться от жупела "мистики" и вести обсуждение в рамках проблемы изменения общенаучной парадигмы (другие естественные науки медленно отказываются от парадигматических норм XVII—XIX вв., хотя быстрое развитие биологии, видимо, изменит эту ситуацию), проблемы изоморфизма сознания и физического мира и даже онтологии сознания вообще, диалог между физиками, философами, религиоведами и психологами вполне мог бы состояться».[42]
46. ↑  Как известно, представление о карме и реинкарнации является основой индуизма, если не всей индийской культуры. Более того, В. В. Козлов писал, что «вера в предыдущие жизни является общечеловеческим культурным феноменом».[45]
47. ↑  «Степень нравственности эзотерического учения можно оценить, приняв во внимание тот факт, что эзотеризм признаёт законы кармы и реинкарнации, несмотря на их откровенную антигуманность».[46]
48. ↑  См. также: Тайная доктрина#Критика